# 盧凡爾納 (愛荷華州)
盧凡爾納（英語：Lu Verne）是一個位於美國愛荷華州科蘇特縣和洪堡縣的城市。

## 地理
盧凡爾納的座標為42°54′42″N 94°05′01″W / 42.91167°N 94.08361°W，而該地的平均海拔高度為349米（即1145英尺）。

## 人口
根據2010年美國人口普查的數據，盧凡爾納的面積為5.85平方千米，當中陸地面積為5.85平方千米，而水域面積為0.00平方千米。當地共有人口261人，而人口密度為每平方千米44人。